# Open Build Service
Open Build Service (колишня openSUSE Build Service) — платформа, яка дозволяє організувати процес розробки дистрибутивів і програмних продуктів, включаючи підготовку і супровід релізів і оновлень.  Система дозволяє виконати крос-компіляцію пакунків для більшості основних дистрибутивів Linux, що використовують пакунки в форматі RPM або DEB, або зібрати власний дистрибутив на основі заданої пакетної бази. 
Підтримується складання для 21 цільової платформи (дистрибутиву) та 6 архітектур, в тому числі для архітектур i386, x86_64 та ARM.  Серед підтримуваних дистрибутивів: CentOS, Debian, Fedora, Mandriva, openSUSE, SUSE Enterprise Linux, Red Hat Enterprise Linux (RHEL) і Ubuntu. Станом на 2012 OBS використовується як первинна система для складання проектів openSUSE, Tizen і VideoLAN, а також для складання Linux-продуктів в компаніях Dell, Cray і Intel.
OBS дає можливість створити spec-файл або підключити репозиторій пакунків, представлений на сайті software.opensuse.org і однією командою зібрати останню версію заданої програми у вигляді бінарного пакунку під потрібну систему.  Крім того, можна сформувати готове мінімалістичне оточення для виконання в системах віртуалізації, хмарних середовищах або для завантаження у вигляді Live-дистрибутиву.  При роботі з OBS розробник може використовувати готовий вебсервіс build.opensuse.org або встановити подібну систему на своєму сервері.  Крім того, можна швидко розгорнути власну інфраструктуру за допомогою спеціально підготовлених образів для віртуальних машин, локальної установки або для PXE-завантаження по мережі. 
Система дозволяє автоматизувати завантаження сирцевих текстів із зовнішніх Git- або Subversion- репозиторіїв або архівів з кодом з ftp- і вебсерверів первинних проектів, що дозволяє позбавитися від проміжної ручного завантаження архівів з кодом на локальну машину розробника і подальшого імпорту в openSUSE Build Service.  Для управління Open Build Service можна використовувати як інструментарій для командного рядка, так і вебінтерфейс.  Код всіх компонентів системи, включаючи вебінтерфейс, систему тестування пакунків і складальні бекенди, повністю відкритий під ліцензією GPLv2.

## Виноски
1. ↑  Release 2.1.12 — 2011.
2. ↑  https://github.com/openSUSE/open-build-service/releases/tag/2.10.22
3. ↑  openSUSE renames OBS. Архів оригіналу за 23 березня 2012. Процитовано 4 травня 2012.
4. ↑  Релиз системы сборки пакетов Open Build Service 2.3. Архів оригіналу за 6 травня 2012. Процитовано 4 травня 2012. [Архівовано 2012-05-06 у Wayback Machine.]